# Ancinus brasiliensis
Ancinus brasiliensis är en kräftdjursart som beskrevs av Lemos de Castro 1959. Ancinus brasiliensis ingår i släktet Ancinus och familjen Ancinidae. Inga underarter finns listade i Catalogue of Life.